# Ель-Редаль
Ель-Редаль (ісп. El Redal) — муніципалітет в Іспанії, у складі автономної спільноти Ла-Ріоха. Населення — 169 осіб (2009).
Муніципалітет розташований на відстані близько 260 км на північний схід від Мадрида, 37 км на південний схід від Логроньйо.

## Демографія
Динаміка населення (INE ):

## Галерея зображень

Розташування муніципалітету